# 朝鮮人民内務軍
社会安全軍（しゃかいあんぜんぐん、朝：조선인민내무군）は、2010年初頭に北朝鮮の人民保安省が人民保安部に格上げされたと同時期に人民保安省所属であった朝鮮人民警備隊及びその他の保安機関を再編した準軍事組織である。2020年に人民保安省が社会安全省に改称された際、同時に改称された。

## 所属
朝鮮人民軍内務軍や国家安全保衛部、または人民武力省所属とされた爆風軍団の存在が報道されたが、実際は従来の朝鮮人民警備隊が人民保安省所属であることや、司令官が人民保安部門第一副部長であることから、人民保安省所属であると推測される。

## 任務
建設作業や施設警備等の従来の人民警備隊の業務や、治安活動を行う保安員や交通保安員の業務はそのまま担当部署において引き継がれ、業務ごとに部門が分かれる。これは最高指導者の金正恩朝鮮労働党委員長が人民内務軍人民保安部門の担当者に対して、人民保安員と内務軍将兵と言い分けたことから推測される。しかし新設された新部隊である「爆風軍団」においては一般国民はもちろんのこと、人民軍全体から秘密警察組織である国家安全保衛部、その所属の国境警備隊の不正取り締まりの権限をも与えられる特殊治安機関とされる。

## 参考資料
- 北朝鮮・朝鮮人民警備隊、「朝鮮人民内務軍」に改称
- 全国分駐所長会議の参加者たちとともに記念写真を撮る
- 中朝公安機関首脳が会談